# ويندي فالديز
ويندي فالديز هي متسابقة ملكة الجمال وعارضة وممثلة فلبينية، ولدت في 2 يونيو 1982 في نافوتاس في الفلبين.

## وصلات خارجية
- ويندي فالديز على موقع IMDb (الإنجليزية)
- ويندي فالديز على موقع قاعدة بيانات الفيلم (الإنجليزية)